# BPP大學
BPP大學（BPP University）是英國的一所私立大學，屬於英博夏爾控股旗下。該大學由BPP商學院、BPP法學院、BPP醫學院和BPP基礎和英語研究院四個學位頒發機構組成。

## 歷史
1992年BPP法學院成立，2005年聯合BPP商學院形成BBP學院（BPP College）。 2007年英國樞密院授予BPP學院以頒發學位的資格。 英博夏爾控股因此也成為英國第一家有頒發學位資格的私人公司。2010年7月BPP學院獲得大學學院地位，改稱BPP大學學院。
2013年8月BPP大學學院獲得大學資格，改稱BPP大學。

## 外部連結
- BPP University official site（页面存档备份，存于）